# Leporinus brunneus
Leporinus brunneus är en fiskart som beskrevs av Myers, 1950. Leporinus brunneus ingår i släktet Leporinus och familjen Anostomidae. Inga underarter finns listade i Catalogue of Life.